# Cavisoma magnus
Cavisoma magnus is een soort haakworm uit het geslacht Cavisoma. De worm behoort tot de familie Cavisomidae. Cavisoma magnus werd in 1931 ontdekt door Southwell.